# Chen Sensen
Chen Sensen (10 de mayo de 1996) es un deportista chino que compite en remo.
Ganó dos medallas en el Campeonato Mundial de Remo, oro en 2019 y plata en 2022, ambas en la prueba de cuatro scull ligero. Además, obtuvo una medalla de plata en el Campeonato Mundial de Remo en Sala de 2022.

## Palmarés internacional
| Campeonato Mundial | Campeonato Mundial       | Campeonato Mundial | Campeonato Mundial  |
| Año                | Lugar                    | Medalla            | Prueba              |
| ------------------ | ------------------------ | ------------------ | ------------------- |
| 2019               | Ottensheim (Austria)     | Medalla de oro     | Cuatro scull ligero |
| 2022               | Račice (República Checa) | Medalla de plata   | Cuatro scull ligero |

| Campeonato Mundial | Campeonato Mundial | Campeonato Mundial | Campeonato Mundial |
| Año                | Lugar              | Medalla            | Prueba             |
| ------------------ | ------------------ | ------------------ | ------------------ |
| 2022               | Sede virtual       | Medalla de plata   | Ligero 500 m       |